# Gustaf Gründgens
Gustaf Gründgens (Düsseldorf, 22 de desembre de 1899 – Manila; 7 d'octubre de 1963) va ser un director de teatre i actor alemany.

## Trajectòria
Va ser el Mefistòfil més famós del Faust de Johann Wolfgang von Goethe en una llegendària interpretació entre 1956 i 1957.
També es implicat en la novel·la Mephisto de Klaus Mann, fill de Thomas Mann, aparentment basada en la seva vida i les seves connexions amb el nazisme. Demandes i judicis van seguir a les acusacions, ja que l'actor va estar casat amb Erika Mann, germana de Klaus. Klaus i Gustaf van ser amants i van treballar al teatre junts amb Pamela Wedekind, filla de Frank Wedekind, a Anja und Esther del mateix Mann.
El 1928 va pertànyer al famós conjunt del Deutsches Theater dirigit per Max Reinhardt. També va treballar amb Otto Klemperer al teatre de la Krolloper, i en la pel·lícula de Fritz Lang M (1931). L'any següent es va consagrar en el conjunt del Teatre de l'Estat Prussià com a Mefistòfil.
La seva carrera va ascendir durant la Machtergreifung dels nazis el 1934 quan va ser nomenat «Intendant» del teatre prussià pel ministre de la propaganda Hermann Göring. El 1941, Gründgens va protagonitzar la pel·lícula de propaganda Ohm Krüger. El 1943 va ser voluntari de la Wehrmacht però va ser rescatat per Göring, i afegit a la Gottbegnadeten-Lliste.
Era bisexual, i va estar casat entre 1936 i 1946 amb la famosa actriu Marianne Hoppe. Va ser un matrimoni de conveniència.
Després de la Segona Guerra Mundial va ser arrestat pels soviètics i internat en un camp de presoners durant nou mesos. Va intercedir l'actor Ernst Busch a qui havia salvat dels nazis el 1943
En el procés de desnazificació, el seu testimoni va aconseguir exonerar el director Veit Harlan. Gründgens va tornar com a director del Düsseldorfer Schauspielhaus. Gründgens va adoptar per motius legals al seu amant, Peter Gorski. Va morir d'hemorràgies internes a Manila (Filipines) després d'un aparent suïcidi amb somnífers. La seva germana va ser l'actriu i cantant Marita Gründgens (1903–1985). La pel·lícula Mephisto amb Klaus Maria Brandauer està basada en la seva vida.

## Filmografia
Director
- Eine Stadt steht Kopf
- Die Finanzen des Großherzogs
- Kapriolen (també actor, 1937)
- Der Schritt vom Wege (1938)
- Zwei Welten (1939)
- Friedemann Bach
- Faust

Actor
- Ich glaub' nie mehr an eine Frau (1929)
- Va Banque (1930)
- Hokuspokus (1930)
- Danton (1930)
- Brand in der Oper (1930)
- Yorck (1931)
- M (1931)
- Luise, Königin von Preußen (1931)
- Die Gräfin von Munti Christo (1931)
- Der Raub der Mico Lisa (1931)
- Teilnehmer antwortet nicht (1932)
- Der Tunnel (1933)
- Die schönen Tage von Aranjuez (1933)
- Sota endete eine Liebe (1934)
- Schwarzer Jäger Johanna (1934)
- Das Erbe in Pretòria (1934)
- Pygmalion (1935)
- Das Mädchen Johanna (1935)
- Eine Frau ohne Bedeutung (1936)
- Tanz auf dem Vulkan (1938)
- Ohm Krüger (1941)
- Faust (1955/1957)
- Faust (1960)
- Das Glas Wasser (1960)